# Pukaki River
Der Pukaki River ist ein Fluss im Mackenzie-Becken in der Region Canterbury auf der Südinsel Neuseelands.
Der Fluss verlief ursprünglich vom Südende des Lake Pukaki 15 km in südlicher Richtung, um sich dann mit dem Tekapo River zu vereinigen und in das Nordende des Lake Benmore zu münden. Heute wird jedoch das gesamte Wasser des Lake Pukaki in einen Kanal umgeleitet, der drei Wasserkraftwerke passiert, bevor er in den Lake Benmore mündet. Diese Anlagen sind Teil des Wasserkraftprojektes am Waitaki River und seinen Zuflüssen. 
Der Fluss führt heute nur noch gelegentlich Wasser, wenn der Lake Pukaki seinen höchsten Füllstand erreicht oder Kanal und Kraftwerke gewartet werden.